# 949

## Nașteri
- dată necunoscută: Simeon Noul Teolog  (d. 1022)
- dată necunoscută: Gunther de Merseburg  (d. 982)

## Decese
- 10 decembrie: Herman I de Suabia, primul membru al dinastiei Conradinilor care a devenit duce de Suabia (926-949), (n. ?)